# Устінов Володимир Васильович
Володимир Васильович Устінов (рос. Влади́мир Васи́льевич Усти́нов; нар. 25 лютого 1953, Ніколаєвськ-на-Амурі, Хабаровський край, РРФСР, СРСР) — російський політик, юрист. Повноважний представник президента Російської Федерації в Південному федеральному окрузі з 14 травня 2008 року. Герой Російської Федерації (2001).
Генеральний прокурор Російської Федерації з 17 травня 2000 року по 2 червня 2006 року, міністр юстиції Російської Федерації (2006—2008). Дійсний державний радник Російської Федерації 1 класу, доктор юридичних наук. Дійсний державний радник юстиції Російської Федерації.

## Біографія
Народився 25 лютого 1953 року в місті Ніколаєвськ-на-Амурі (Хабаровський край) у сім'ї прокурорського працівника. З шести років жив у Краснодарському краї. Його батько був заступником прокурора в Курганинському районі Краснодарського краю.
1968—1972 — токар на Кореновському цукровому заводі (Краснодарський край).
1972—1974 — строкова служба в лавах Радянської армії.
У 1978 році закінчив Харківський юридичний інститут.
У 1978—1983 роки працював стажистом, помічником і старшим помічником прокурора Кореновського району Краснодарського краю.
З 1983 року — заступник прокурора Дінського району, потім прокурор Гулькевицького району Краснодарського краю.
З 1985 року — прокурор Хостинського району Сочі, з 1992 року — прокурор Сочі.
З 1994 року — перший заступник прокурора Краснодарського краю.
15 жовтня 1997 року призначений заступником генерального прокурора РФ.
З червня 1998 року до квітня 1999 року — начальник головного управління Генпрокуратури з нагляду за виконанням законів про федеральну безпеку і міжнаціональні відносини на Північному Кавказі, голова координаційної ради правоохоронних органів суб'єктів Північно-Кавказького регіону.
6 квітня 1999 року переведений до Москви.
29 липня 1999 року призначений в. о. генерального прокурора РФ.
17 травня 2000 року затверджений на посаді Радою Федерації.
23 серпня 2000 року — Устинов очолив розслідування загибелі підводного човна «Курськ». Пізніше він випустив книгу «Правда про „Курск“» (ISBN 5-224-04862-1).
За Володимира Устинова Генпрокуратура зіграла виняткову роль у перерозподілі власності. Першим у липні 2000 року Росію покинув Володимир Гусинський. Тоді ж активізувалося слідство щодо Бориса Березовського, і в жовтні 2000 року він виїхав до Великої Британії.
2001 — Устинов чинив успішну протидію тодішньому заступнику керівника адміністрації президента РФ Дмитру Козаку, який запропонував позбавити прокуратуру слідчих функцій, залишивши їй тільки наглядові функції.
15 листопада 2001 року — особисто очолив групу державних обвинувачів у процесі над чеченським польовим командиром Салманом Радуєвим. 25 грудня Радуєв був засуджений до довічного ув'язнення і вже через рік помер у колонії.
У 2002 році в Московській державній юридичній академії (МДЮА) захистив кандидатську дисертацію на тему «Міжнародно-правові проблеми боротьби з тероризмом». У 2003 (через рік) захистив докторську дисертацію.
У червні 2003 року з порушення кримінальної справи за фактом незаконної приватизації ВАТ «Апатит» Генеральна прокуратура почала наступ на нафтову компанію ЮКОС.
2 липня 2003 року затримали керівника МФО Менатеп Платона Лебедєва, 25 жовтня — голову правління ЮКОСа Михайла Ходорковського. У 2005 році обох було засуджено. Співвласникам ЮКОСа Леоніду Невзліну, Володимиру Дубову і Михайлу Брудно вдалося покинути країну. ЮКОСу висунули колосальні податкові претензії, що призвело до втрати основного нафтовидобувного активу, банкрутства і введення зовнішнього спостереження. Діяльність генпрокуратури, підтримана президентом Володимиром Путіним, змусила інших великих бізнесменів стати лояльними до держави.
13 квітня 2005 року повторно затверджений на посаді за поданням президента Путіна.
У 2005 році генеральна прокуратура змогла домогтися видачі зі швейцарської в'язниці колишнього керівника Мінатому Євгена Адамова, завадивши в такий спосіб його передачі американському правосуддю і потенційному розголошенню російських ядерних секретів. Водночас західні держави неодноразово відмовлялися екстрадувати в Росію учасників гучних кримінальних справ — Бориса Березовського (Велика Британія у вересні 2003 року і Латвія в лютому і вересні 2005 року), Володимира Гусинського (Іспанія в квітні 2001 року і Греція в жовтні 2003 року), співвласників ЮКОСа (Ізраїль і Велика Британія), високопоставлених представників Чеченської Республіки Ічкерія Ахмеда Закаєва (Велика Британія) та Ільяса Ахмадова (США).
У 2006 році з подачі Генпрокуратури Держдума ухвалила в першому читанні законопроект про відновлення інституту конфіскації майна.
2 червня 2006 року президент Росії Володимир Путін вніс до Ради Федерації подання про звільнення Устинова із займаної посади з офіційним формулюванням «за власним бажанням».
23 червня 2006 року Володимира Устинова призначили міністром юстиції Російської Федерації (Юрія Чайку, який раніше обіймав цю посаду, за кілька днів до цього призначили генеральним прокурором).
У 2006 році дохід чиновника склав 5,5 млн рублів.
14 травня 2008 року був призначений Повноважним представником Президента Російської Федерації в Південному федеральному окрузі.

## Сім'я
Одружений, має сина і дочку. Син Устинова Дмитро в листопаді 2003 року одружився з Інгою, дочкою колишнього заступника керівника адміністрації президента РФ Ігоря Сєчіна, на вересень 2007 року працював в адміністрації президента РФ. 4 липня 2005 року в них народився син.

## Санкції
6 квітня 2018 року занесений до санкційного «Кремлівського списку» США серед 17 чиновників і 7 бізнесменів із Росії, наближених до В. Путіна.
15 березня 2019 року Канада ввела санкції проти Устинова через «агресивні дії» Росії в Чорному морі та Керченській протоці, а також через анексію Криму.
6 квітня 2022 року, через вторгнення Росії в Україну, внесений до розширеного списку санкцій США.
Також перебуває під санкціями Нової Зеландії, Канади, Великої Британії, України та Австралії.